# Kate Warne

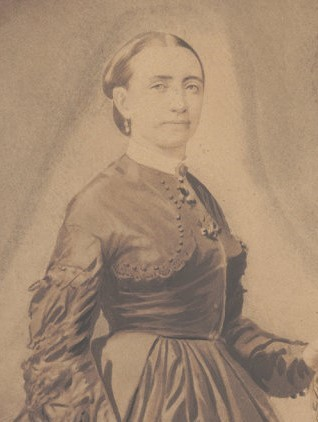
Aquarell von Kate Warne, 1866

Kate Warne (* zwischen 1829 und 1833 in Erin, New York als Kate Hulbert; † 28. Januar 1868 in Chicago), mitunter auch Kate Warn, war eine US-amerikanische Detektivin. Als erste Frau trat sie der Pinkerton-Agentur bei und war maßgeblich an der Vereitelung eines Mordkomplotts gegen den US-Präsidenten Abraham Lincoln im Jahr 1861 beteiligt. Warnes Weigerung zu schlafen, bis Lincoln in Sicherheit war, gilt als Ursprung des Slogans We Never Sleep sowie des Logos des wachen Auges der Agentur. Beeindruckt von ihren Erfolgen ernannte Allan Pinkerton Warne zur Leiterin des neu gegründeten Female Detective Bureau der Pinkerton-Agentur und rekrutierte weitere Frauen als Detektivinnen. Während des Sezessionskriegs gehörte sie zum militärischen Nachrichtendienst der Nordstaaten.

## Leben

### Frühe Jahre
Kate Warnes genaues Geburtsdatum ist unbekannt. In ihrem Nachruf vom 19. März 1868 gab die Zeitung  Democratic Enquirer an, dass sie zum Zeitpunkt ihres Todes 38 Jahre alt war, was 1829 oder 1830 als Geburtsjahr nahelegt. Anderen Quellen zufolge war sie zum Zeitpunkt ihrer Rekrutierung im Jahr 1856 23 Jahre alt, womit sie 1832 oder 1833 geboren sein müsste. Ihre Eltern Elizabeth und Israel Hulbert, ein Pfarrer, hatten nach ihrer ältesten Tochter noch weitere Kinder, von denen namentlich der Sohn Allan bekannt ist. Die Hulberts lebten in ärmlichen Verhältnissen, somit musste Warne bereits früh im Haushalt mitarbeiten, statt zur Schule zu gehen. Zeitgenossen beschrieben sie als intelligent und geistig sehr aktiv. Sie träumte von einer Karriere als Schauspielerin, was ihre Eltern ihr allerdings auszureden versuchten. Möglicherweise waren die finanziellen Schwierigkeiten ihrer Familie der Grund für Warnes frühe Eheschließung, allerdings war sie im Jahr 1856 bereits verwitwet. Sowohl auf ihrem Grabstein als auch in ihrem Nachruf des Democratic Enquirer wurde ihr Ehename „Warn“ geschrieben, in Pinkertons Aufzeichnungen hingegen „Warne“.

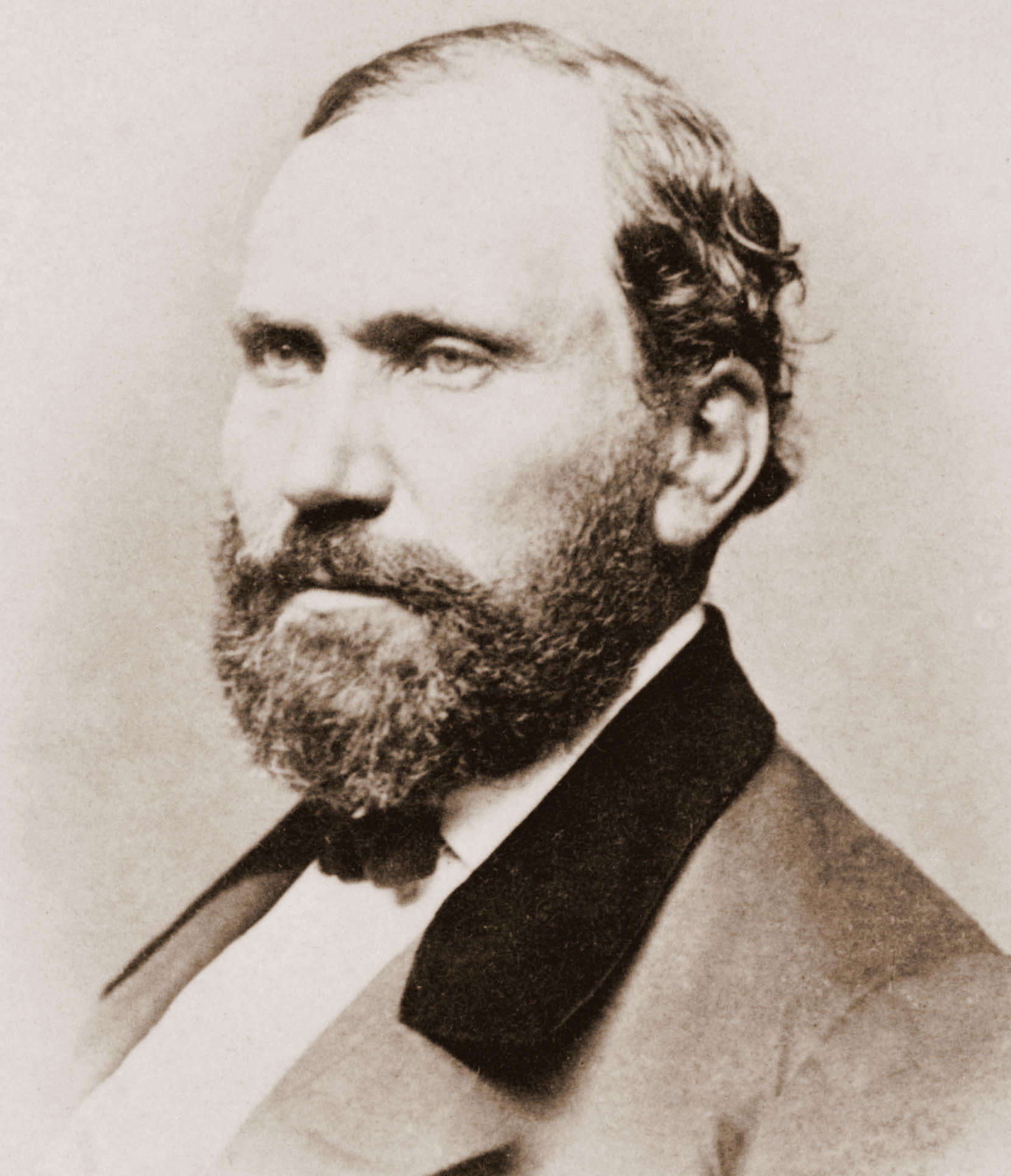
Allan Pinkerton, Warnes Arbeitgeber

Gemeinsam mit Eltern und Bruder zog Kate Warne nach Illinois, wo sie zunächst als Reinigungskraft arbeitete. In einer Chicagoer Zeitung entdeckte sie eine Stellenanzeige Allan Pinkertons, der nach neuen Detektiven für seine Pinkerton-Agentur suchte, und wurde in seinem Büro vorstellig. Pinkerton erinnerte sich später an seinen ersten Eindruck von ihr: „Ihre Züge waren zwar nicht, was gemeinhin als schön bezeichnet werden kann, aber eindeutig aus einem intellektuellen Guss geformt. Ihr Gesicht war aufrichtig, was einen Unglückseligen instinktiv dazu bewegen würde, sie sich als Vertraute zu erwählen.“
Zunächst überrascht, dass die junge Frau sich bei ihm nicht als Sekretärin, sondern als Detektivin bewarb, hörte sich Pinkerton dennoch Warnes Argumente an. „Eine Frau wäre in der Lage, sich mit den Ehefrauen und Geliebten verdächtiger Krimineller anzufreunden und ihr Vertrauen zu gewinnen. Männer werden zu Prahlhänsen, wenn sie unter Frauen sind, die sie dazu anstacheln. Frauen haben einen Blick fürs Detail und sind hervorragende Beobachterinnen.“ Nach einer Bedenkzeit von 24 Stunden stellte Pinkerton Warne schließlich ein, was sie zur ersten professionellen Detektivin der Vereinigten Staaten machte. „Sie übertraf meine höchsten Erwartungen“, erklärte er später, „und ich erkannte sie bald als unschätzbaren Gewinn für meine Truppe.“
Ihr schauspielerisches Talent half Warne dabei, in verschiedene Rollen zu schlüpfen. Ihren ersten Erfolg erzielte sie, als Nathan Maroney, der Manager der Adams Express Company in Montgomery, verdächtigt wurde, insgesamt 50.000 US-Dollar gestohlen zu haben. Da die Beweislage gegen ihn dürftig war, wurde Kate Warne mit den Ermittlungen betraut. Als angebliche Ehefrau eines verurteilten Fälschers gewann Warne das Vertrauen von Maroneys Frau und „half“ ihr schließlich dabei, das versteckte Geld zu bergen. Auch täuschte sie nach einem Raubmord unter dem Namen Mrs. Potter einen Unfall vor, um den Verdächtigen in dessen eigenem Haus zu beschatten und schließlich das gestohlene Geld zu finden. Eine ihrer spektakulärsten Rollen spielte sie, um einen Klienten der Agentur vor einem Mordanschlag zu bewahren. Da Captain Sumner mehrfach Opfer von Vergiftungen geworden war, verkleidete Warne sich als Wahrsagerin „Lucille“ und konnte damit Sumners abergläubische Schwester zu einem Geständnis bewegen.
Im Jahr 1860 ernannte Allen Pinkerton Kate Warne zur Vorsteherin des neugegründeten Female Detective Bureau, eine Position, die sie bis zu ihrem Lebensende behalten sollte. Neuen Rekrutinnen sollte Pinkerton sagen:

„In meinem Auftrag werden Sie Ihrem Land besser dienen als im Feld. Ich habe einige Agentinnen. Wenn Sie einverstanden sind, an Bord zu kommen, werden Sie von dem Oberhaupt meiner Detektivinnen ausgebildet werden, Kate Warne. Sie hat mich niemals enttäuscht.“

### Das Baltimore-Komplott
Kate Warnes berühmteste Tat war der Schutz des neu gewählten Präsidenten Abraham Lincoln auf seiner Reise nach Washington, D.C. Bereits im Februar 1861 war Allan Pinkerton auf Gerüchte aufmerksam geworden, dass eine Sabotage der Eisenbahnlinien zwischen Philadelphia, Baltimore und Washington, D.C. geplant war. Während er verdeckt vor Ort ermittelte, erfuhr er von einem Mordkomplott gegen Lincoln, das durchgeführt werden sollte, wenn der Präsident für seine Amtseinführung nach Washington, D.C. reiste und in Baltimore den Zug wechselte. Kate Warne sammelte in Baltimore unter dem Pseudonym Mrs. Barkley Informationen von den Ehefrauen und Töchtern der Verschwörer und Pinkerton sandte sie nach New York City, um den Präsidenten zu warnen. Nachdem sie die Warnung vor dem Anschlag Lincolns Sicherheitskräften überbracht hatte, trafen Warne und Pinkerton den Präsidenten in Philadelphia. Da Lincoln seine Auftritte und Verpflichtungen auf dem Weg nach Baltimore wahrnehmen wollte, erhielt Kate Warne die Aufgabe, sicheren Transport für ihn zu organisieren.
Statt wie geplant den Northern Central Train zu nehmen, der am Nachmittag des 23. Februar in Baltimore ankommen sollte, arrangierte Warne für Lincoln einen heimlichen Umstieg in seiner vorherigen Station Harrisburg. In Philadelphia buchte sie unter dem Namen Barkley im Nachtzug über Baltimore nach Washington, D.C. Plätze im Schlafwagen für sich selbst und ihren „kranken Bruder“. Es gelang ihr, den Schaffner mit einem Trinkgeld zu überreden, den gesamten hintersten Wagen für sie und ihre Begleiter freizuhalten. Verkleidet mit einem Filzhut, einem weiten Mantel und mit gebücktem Gang, um seine Größe zu verbergen, spielte Lincoln die Rolle von Warnes Bruder, den sie bei seiner Ankunft in Philadelphia in Empfang nahm und zum Zug brachte.
Im reservierten Schlafwagen wurden sie von Allan Pinkerton empfangen. Lincoln entschuldigte sich bei Warne mit den Worten: „Mir ist bewusst, Ma’am, dass ich Ihnen einige Unannehmlichkeiten bereitet habe – ganz zu schweigen davon, dass ich Sie in Gefahr bringe.“ Pinkerton, stolz auf seine Angestellte, entgegnete: „Frau Warne ist eine der kompetentesten Detektive der Pinkerton-Agentur.“ Nach Lincolns Scherz, dass wohl zuvor noch kein Präsident so unvermittelt eine so charmante und fähige Verwandte erhalten hätte, übernahm Warne die Nachtwache in seinem Wagen, entschlossen nicht zu schlafen, bis der Präsident in Sicherheit war. Ihrer Wachsamkeit wird das im selben Jahr entworfene Pinkerton-Logo des wachen Auges sowie der Slogan We Never Sleep zugeschrieben.
Um 3:30 Uhr morgens am 23. Februar erreichte der Zug Baltimore. Dort wurden die Wagen von Pferden eine Meile weit zur Haltestelle für die Washington-Strecke befördert, um schließlich an den Zug nach Washington gekoppelt zu werden. Durch Warnes Reservierung und ihr Beharren darauf, ihrem „kranken Bruder“ Ruhe zu gönnen, wurde Lincolns Wagen nicht behelligt. Während Pinkerton bei Lincoln blieb und ihn nach Washington begleitete, verließ Warne den Zug kurz vor seiner Abfahrt. Zum einen wollte sie die Verschwörer im Auge behalten, zum anderen wollte sie den Präsidenten bei seiner Ankunft nicht durch die Anwesenheit einer fremden Frau in Verruf bringen. Lincoln erwähnte sie später lobend in seiner Dankesrede an die Detektive. Warne blieb bis zum April in Baltimore und leitete Informationen an Pinkerton weiter.

### Bürgerkrieg und letzte Jahre
Als der Sezessionskrieg ausbrach, schmuggelte Kate Warne Nachrichten aus der Konföderation, mitunter eingenäht in die Kleidung des jeweiligen Überbringers. Im Mai 1861 wurde auf Anordnung Lincolns der militärische Geheimdienst gegründet, dessen Kommandant Pinkerton war. Kate Warne wurde zum Oberhaupt der weiblichen Abteilung des Geheimdienstes ernannt und erhielt in dieser Eigenschaft den Auftrag, innerhalb der Union Verräter aufzuspüren sowie innerhalb der Konföderation Informationen zu sammeln. Sie und Pinkerton ermittelten mitunter zusammen. Zu diesem Zweck gaben sie sich oft als Ehepaar aus, das auf dem Gebiet der Konföderation Bälle besuchte und dabei Informationen für die Nordstaaten sammelte.

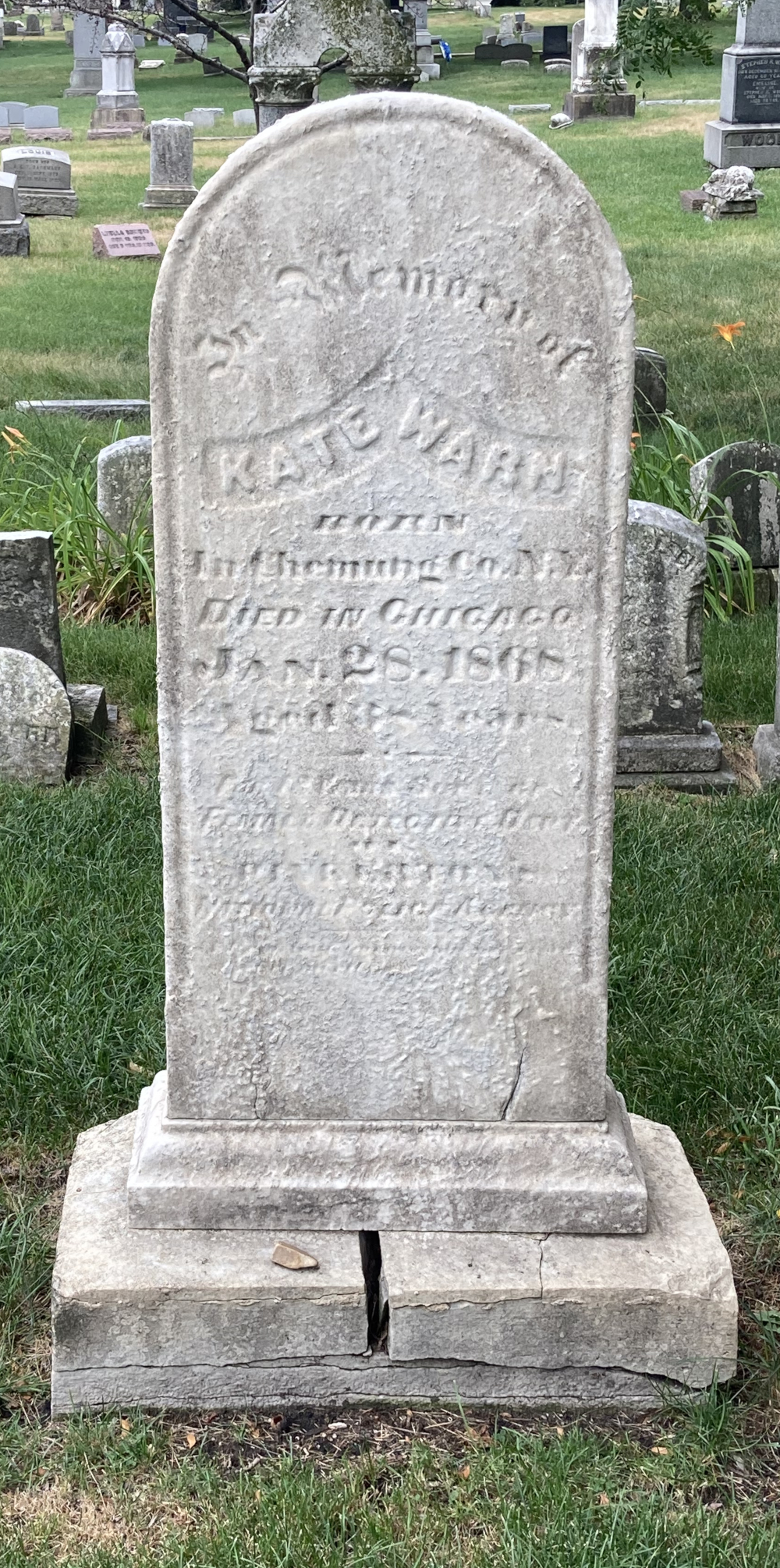
Grabstein Kate Warnes auf dem Graceland Cemetery

Als Pinkerton begann, gegen die konföderierte Spionin Rose O’Neal Greenhow zu ermitteln, war Warne für die Überwachung von Greenhows Besuchern zuständig. Sie wird oft mit der „unzivilisierten Agentin“ gleichgesetzt, die nach Greenhows Verhaftung eine Leibesvisitation an ihr durchführte. Auch schrieb sie Greenhows sichergestellte Briefe ab und fügte falsche Informationen hinzu, um die konföderierte Armee zu täuschen. 1862, als Pinkerton gemeinsam mit dem mit ihm befreundeten Oberbefehlshaber George B. McClellan am Halbinsel-Feldzug teilnahm, hatte Warne in seiner Abwesenheit die volle Befehlsgewalt über die angestellten Detektivinnen in Washington D. C. inne.
In dieser Zeit kümmerte sie sich auch um von der Unionsarmee mitgebrachte Sklaven. Da es den Soldaten nicht gestattet war, Sklaven zu befreien, wurden die Schwarzen stattdessen offiziell als beschlagnahmte Konterbande bezeichnet, da die Konföderation sie zum Bau von militärischen Anlagen heranziehen konnte. Mitunter wurden diese ehemaligen Sklaven mangels anderer Unterkünfte in Gefängnissen untergebracht. Warne besuchte sie dort häufig, um sie mit allem Nötigen zu versorgen. Im weiteren Kriegsverlauf übernahm sie 1863 den Vorstand der Frauenabteilung des Geheimdienstbüros in New Orleans, dessen Gründung sie persönlich beaufsichtigt hatte.
Am 28. Januar 1868 starb Warne, vermutlich an Lungenentzündung. Allan Pinkerton blieb bis zuletzt an ihrer Seite. Dass er sie auf dem Graceland Cemetery auf der Grabstätte seiner Familie beerdigen ließ und Vorkehrungen traf, neben ihr beigesetzt zu werden, wird mitunter als Indiz für ein Liebesverhältnis gedeutet. Allerdings ließ Pinkerton auch seinen von den Südstaaten hingerichteten Agenten Timothy Webster dort bestatten. In ihrem Nachruf nannte der Democratic Enquirer sie „unzweifelhaft die beste Detektivin Amerikas, wenn nicht der ganzen Welt“ und schrieb, dass ihr Verlust „eine Lücke in der weiblichen Detektivabteilung hinterlässt, die schwerlich jemals gefüllt werden kann. Wie sie lebte, so starb sie, eine starke, lautere, aufopferungsvolle Frau.“ Da während eines Feuers im Jahr 1871 viele Dokumente in Pinkertons Büro vernichtet wurden, blieben außer Pinkertons eigenen Veröffentlichungen kaum Dokumente über Kate Warne erhalten.

## Moderne Darstellungen
In der kanadischen Serie The Pinkertons (2014–2015) spielte Martha MacIsaac die Rolle Kate Warnes.
2015 erschien Kate Hannigans Jugendbuch The Detective’s Assistant, in dem Kate Warne gemeinsam mit einer fiktiven elfjährigen Nichte namens Nell Kriminalfälle löst.
Im Oktober 2021 erschien die Graphic Novel Better Angels: A Kate Warne Adventure von Jeff Jensen und George Schall.
In der Miniserie Abraham Lincoln (2022) spielte Natalie Robbie Kate Warne.
Im April 2024 veröffentlichte Megan Campisi den Roman Widow Spy, in dem Kate Warne sich auf das riskante Unternehmen einlässt, das Vertrauen ihrer konföderierten Gefangenen Rose O’Neal Greenhow zu gewinnen, um den Krieg frühzeitig zu beenden.